# Systémová sběrnice

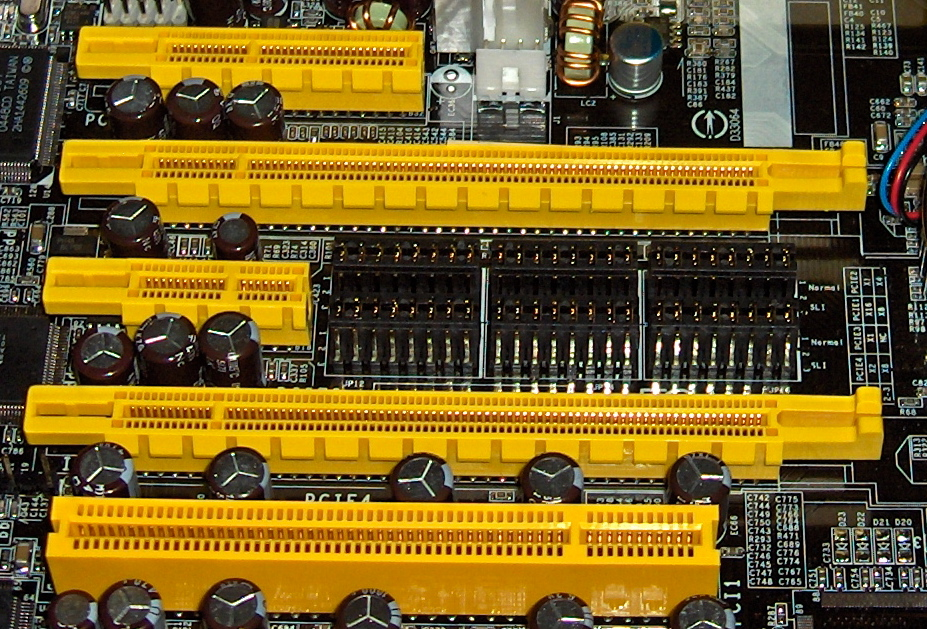
Ukázka sběrnice PCIe a PCI

Systémová sběrnice, základní prvek v počítačové architektuře, slouží jako komunikační kanál pro plynulou výměnu dat a řídicích signálů mezi hardwarovými komponenty. Dnes je často označovaná jako front-side bus (FSB) nebo systémové rozhraní a hraje klíčovou roli v propojení procesoru (CPU), paměti a vstupně-výstupních zařízení.

## Přehled
Systémová sběrnice nebo systémové rozhraní, zahrnuje elektrické cesty, které usnadňují komunikaci mezi různými komponenty v počítači. Slouží jako průchod pro přenos dat, adres a řídicích signálů mezi CPU, pamětí a periferními zařízeními. Efektivita a rychlost systémové sběrnice výrazně ovlivňují celkový výkon počítačového systému.

## Komponenty systémové sběrnice
1. Adresní sběrnice zodpovídá za přenos paměťových adres a určuje umístění dat v paměti systému. Šířka adresní sběrnice určuje maximální paměťovou kapacitu, kterou může systém adresovat.[1]
2. Datová sběrnice je určená k přenosu dat mezi CPU, pamětí a periferními zařízeními, šířka datové sběrnice, měřená v bitech, určuje objem dat přenesených současně.[1]
3. Řídicí sběrnice slouží k řízení toku informací mezi různými komponenty, přenáší signály oznamující operace čtení a zápisu, požadavky na přerušení (interrupts) a signály pro aktivaci vstupně-výstupních operací.[1]

## Typy systémových sběrnic
1. Front Side Bus (FSB) propojuje CPU s hlavní pamětí a dalšími klíčovými komponenty na základní desce. FSB hraje klíčovou roli při stanovení celkové rychlosti a účinnosti počítačového systému.[2]
2. Back-Side Bus (BSB) propojuje CPU s mezipamětí (cache), umožňuje rychlejší přenos dat mezi CPU a mezipamětí, čímž zvyšuje celkový výkon systému.[2]
3. Paměťová sběrnice je druh sběrnice, která propojuje CPU s pamětí systému, umožňuje výměnu dat mezi nimi; její rychlost a šířka ovlivňují paměťovou propustnost systému.[3]
4. Peripheral Component Interconnect Express (PCIe) Sběrnice umožňuje komunikaci mezi CPU a periferními zařízeními, jako jsou grafické karty, síťové karty a řadiče úložišť, klíčová pro rozšíření systému.[2][4][5][6]

## Funkčnost
Systémová sběrnice plní několik klíčových funkcí nezbytných pro správnou funkci počítačového systému:
Přenos dat
Hlavní funkcí systémové sběrnice je přenášet data mezi CPU, pamětí a periferními zařízeními, včetně čtení dat z paměti, zápisu dat do paměti a přenosu dat do a z externích zařízení.
Dekódování adres
Adresová sběrnice hraje klíčovou roli při určování paměťového místa, odkud mají být data čtena, nebo kam mají být data zapsána.
Přenos řídicích signálů
řídicí sběrnice přenáší řídicí signály, které řídí provádění různých operací, včetně signálů pro čtení a zápis, žádosti o přerušení a signálů pro aktivaci vstupně-výstupních operací.
Synchronizace s hodinovým signálem
systémová sběrnice je synchronizována se systémovým časem (CLK), pro zajištění přenosu dat v konzistentním tempu; tato synchronizace je klíčová pro udržení integrity dat a stabilitu systému.

## Pokročilé Koncepty

### Arbitrace sběrnice (Bus Arbitration)
V systémech s více komponenty, kde několik zařízení sdílí stejnou sběrnici, je arbitrace sběrnice klíčová. Jedná se o proces určování, které zařízení má v daný okamžik kontrolu nad sběrnicí. Různé techniky arbitrace, například prioritní nebo časová, zajišťují efektivní a spravedlivý přístup k systémové sběrnici.

### Sběrnicové protokoly
Pro zajištění efektivní komunikace často systémové sběrnice dodržují specifické protokoly. Tyto protokoly definují pravidla pro přenos dat, adresování a interpretaci řídicích signálů. Dobře známé protokoly zahrnují Peripheral Component Interconnect (PCI) a Industry Standard Architecture (ISA), každý s vlastním souborem pravidel a specifikací.

### Synchronní vs. Asynchronní sběrnice
Systémové sběrnice mohou fungovat synchronně nebo asynchronně. U synchronních sběrnic probíhají přenosy dat v pevných intervalech synchronizovaných s hodinovým signálem (CLK). Naopak asynchronní sběrnice přenášejí data bez pevného hodinového signálu spoléhajíce na další řídicí signály pro koordinaci procesu. Volba mezi těmito režimy závisí na dílčích aspektech a požadavcích v návrhu systému.

## Vývoj systémových sběrnic

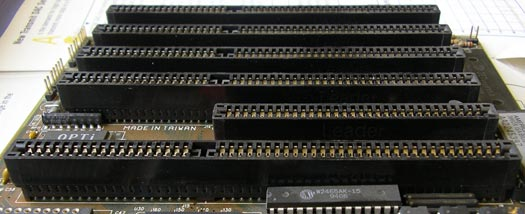
Sběrnice ISA

### Historická perspektiva
Vývoj systémových sběrnic byl charakterizován pokrokem v technologii a narůstajícími nároky na vyšší a vyšší výkon. První systémy, používající sběrnice ISA, měly omezenou šířku pásma a nižší přenosové rychlosti ve srovnání s dnešními sběrnicemi, jako je PCIe (Peripheral Component Interconnect Express).

### Vysokorychlostní sběrnice
Moderní počítačové architektury využívají vysokorychlostní sběrnice, jako je PCIe, které nabízejí výrazně vyšší přenosové rychlosti. PCIe například podporuje více linek, umožňující paralelní přenos dat a poskytující škálovatelnost pro náročné aplikace, jako jsou zpracování grafiky a ukládání dat.

### Technologie propojení
Mimo tradiční měděné propoje se zkoumají (relativně) nové technologie, jako jsou optické propoje, pro systémové sběrnice. Optické propoje využívají světelné signály pro přenos dat, nabízejíce výhody, jako jsou vyšší šířky pásma, nižší elektromagnetické rušení a větší přenosové vzdálenosti.

## Výzvy a budoucí trendy

### Problémy sšířkou pásma
S rostoucími výpočetními nároky se stává nezbytným navyšování šířky pásma. Systémové sběrnice se musí vyvíjet tak, aby podporovaly rostoucí poptávku po vyšších přenosových rychlostech a předcházelo se tak slabým místům v celkovém výkonu systému.

### Integrace s novými technologiemi:
Integrace systémových sběrnic s novými technologiemi, jako jsou kvantové a neuromorfní počítače, přináší nové výzvy a příležitosti. Přizpůsobení systémových sběrnic tak, aby efektivně interagovaly s těmito novými výpočetními paradigmaty, je předmětem dalšího probíhajícího výzkumu.

## Závěr
Závěrem můžeme shrnout, že systémová sběrnice je stále základem počítačové architektury, usnadňující komunikaci mezi klíčovými komponenty systému. Její vývoj od raných architektur sběrnic po moderní vysokorychlostní propojovací prvky odráží neustálou snahu o vylepšení výkonu. S postupující technologií se stává klíčovým úkolem řešení výzev souvisejících se šířkou pásma a integrací nových technologií.